# Heiliger Wandel

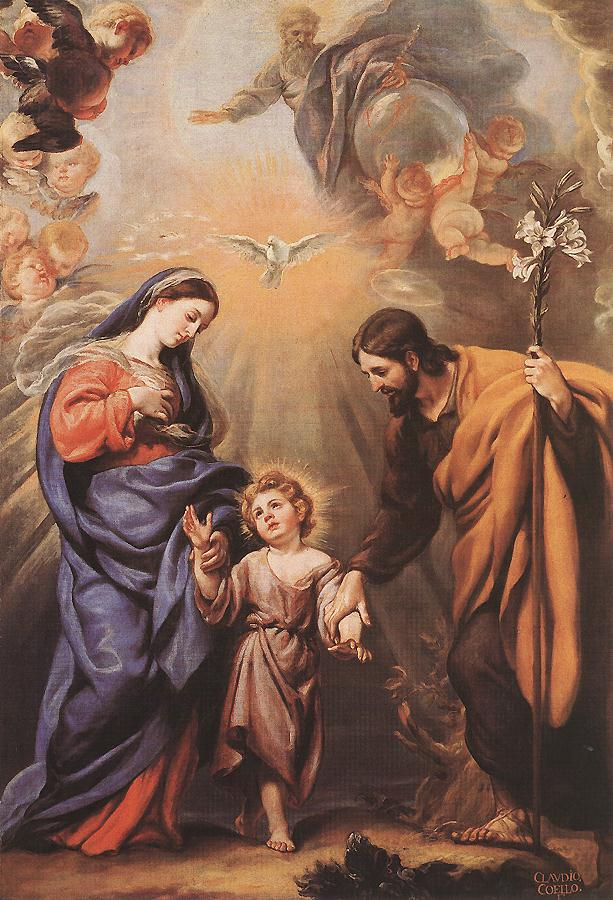
Das Bildmotiv Heiliger Wandel von Claudio Coello

Der Heilige Wandel (auch Rückkehr aus Ägypten, Rückkehr aus dem Tempel oder Gang der Heiligen Familie übers Gebirge genannt) ist ein Bildmotiv der sakralen Kunst, das die Heilige Familie als Gehende darstellt. Bereits im Mittelalter populär, fand dieser Bildtypus während der Gegenreformation durch vielfache Kupferstichkopien weite Verbreitung.
Das Motiv stellt in den apokryphen Schriften beschriebene Szenen aus der Kindheit Jesu dar, in denen Jesus von seinen Eltern an der Hand geführt wird. Das Bildmotiv  des Heiligen Wandels wurde besonders in der Zeit der Gegenreformation von den Jesuiten nach spanischen Vorbildern verbreitet und findet sich in mehreren Kirchen des Raums zwischen Süddeutschland und Oberitalien, z. B. in Unterhaching, im Stift Reichersberg und in Goricia.  Eine Besonderheit stellt das Wallfahrts-Gnadenbild des Heiligen Wandels von 1670 in St. Korbinian (Unterhaching bei München) dar, das in den Gesichtszügen der Heiligen Familie jene der damaligen Herrscherfamilie (Kurfürstin Henriette Adelheid, Prinz Max Emanuel und Kurfürst Ferdinand Maria) abbildet.